# Pieter Muysken
Pieter Muysken (ur. 1950 w Oruro, zm. 6 kwietnia 2021) – holenderski językoznawca. Jego badania naukowe koncentrowały się na konsekwencjach multilingwizmu we współczesnym świecie i problematyce kontaktów językowych.
Kształcił się na Uniwersytecie Yale, gdzie uzyskał bakalaureat. W 1977 r. doktoryzował się na Uniwersytecie Amsterdamskim, gdzie był zatrudniony jako adiunkt (1978–1987) i profesor nadzwyczajny (1987–1989). W 1989 r. objął stanowisko profesora zwyczajnego. W latach 1999–2001 nauczał na Uniwersytecie w Lejdzie, a w 2001 r. objął stanowisko na Uniwersytecie w Nijmegen.
Był członkiem Królewskiej Holenderskiej Akademii Nauk i Towarzystwa Maxa Plancka.

## Wybrana twórczość
- Contributions of Pidgins and Creoles to Grammatical Theory (1998)
- Code-switching and grammatical theory (1995)
- Bilingual Speech: A Typology of Code-mixing (2000)
- Categories in the syntax and the lexicon: Evidence from language contact research (2005)
- Functional Categories (2008)